# Conus anabelae
Conus anabelae is een in zee levende slakkensoort uit het geslacht Conus. De slak behoort tot de familie Conidae. Conus anabelae werd in 2001 beschreven door Rolán & Röckel. Net zoals alle soorten binnen het geslacht Conus zijn deze slakken roofzuchtig en giftig. Zij bezitten een harpoenachtige structuur waarmee ze hun prooi kunnen steken en verlammen.